# Боа-Эсперанса (Минас-Жерайс)
Боа-Эсперанса (порт. Boa Esperança) — муниципалитет в Бразилии, входит в штат Минас-Жерайс. Составная часть мезорегиона Юг и юго-запад штата Минас-Жерайс. Входит в экономико-статистический микрорегион Варжинья. Население составляет 40 074 человека на 2006 год. Занимает площадь 858,728 км². Плотность населения — 46,7 чел./км².
Праздник города — 15 октября.

## История
Город основан 15 октября 1869 года. 

## Статистика
- Валовой внутренний продукт на 2003 год составляет 163 189 053,00 реалов (данные: Бразильский институт географии и статистики).
- Валовой внутренний продукт на душу населения на 2003 год составляет 4216,99 реалов (данные: Бразильский институт географии и статистики).
- Индекс развития человеческого потенциала на 2000 год составляет 0,783 (данные: Программа развития ООН).

## География
Климат местности: горный тропический.